# 徳川圀斉
- 徳川 圀斉
- 德川 圀齊

徳川 圀斉（とくがわ くになり、1912年（明治45年）3月23日 - 1986年（昭和61年）7月20日）は、日本の実業家、園芸家。華族（公爵）。水戸徳川家第14代当主。従四位。号は瓊山。諡号は敬公。
慶應義塾大学文学部卒。財団法人水府明徳会会長、水戸市植物公園蘭科協会初代会長、常磐興業社長を務めた。

## 家族
（出典：『昭和新修華族家系大成』）
- 父：徳川圀順
- 母：徳川英子
  - 圀斉
  - 典子 - 香川敬男の妻
  - 圀禎（1915年5月 - 1986年） - 陸軍少佐
  - 圀秀 - 松平頼安の養子
  - 圀弘 - 松平秋雄の養子
- 継母：徳川彰子 - 石野基道の四女
- 妻：頼子（1923年6月30日[1] - ?） - 浅野長武の長女
  - 斉正
  - 斉英